# Nói ríu
Nói ríu là cách nói rút ngắn của một từ hay một từ ngữ nhiều âm tiết bằng cách gạt bỏ một số âm vị.
Trong phân tích ngữ học, không nên lầm nói ríu với viết tắt. Nói ríu có thể gạt bỏ âm đầu, âm giữa hoặc âm cuối.
Tiếng Việt vì là tiếng đơn âm nên hiện tượng nói ríu không phổ thông như các ngôn ngữ đa âm. Tuy nhiên nói ríu cũng có mặt.
| Toàn phần                    | Rút ngắn  | Chú thích                         |
| ---------------------------- | --------- | --------------------------------- |
| hai mươi mốt hai mươi lẻ một | hăm mốt   | -                                 |
| bằng nào nhiều               | bao nhiêu | -                                 |
| bằng ấy nhiều                | bấy nhiêu | -                                 |
| ông ấy                       | ổng       | thường thấy trong thổ âm miền Nam |
| cô ấy                        | cổ        | thường thấy trong thổ âm miền Nam |
| anh ấy                       | ảnh       | thường thấy trong thổ âm miền Nam |